# Seleção da Turquia de Hóquei no Gelo Feminino
A Seleção da Turquia de Hóquei no Gelo Feminino representa a Turquia nas competições oficiais da FIHG.